# Союз-24

«Союз-24» — советский пилотируемый космический корабль серии «Союз 7К-Т».

## Экипаж
Основной экипаж
- командир корабля Горбатко, Виктор Васильевич (2-й космический полёт)
- бортинженер Глазков, Юрий Николаевич (1-й космический полёт)

Дублирующий экипаж
- командир корабля Березовой, Анатолий Николаевич
- бортинженер Лисун, Михаил Иванович

Резервный экипаж
- командир корабля Козельский, Владимир Сергеевич
- бортинженер Преображенский, Владимир Евгеньевич

## Описание полёта

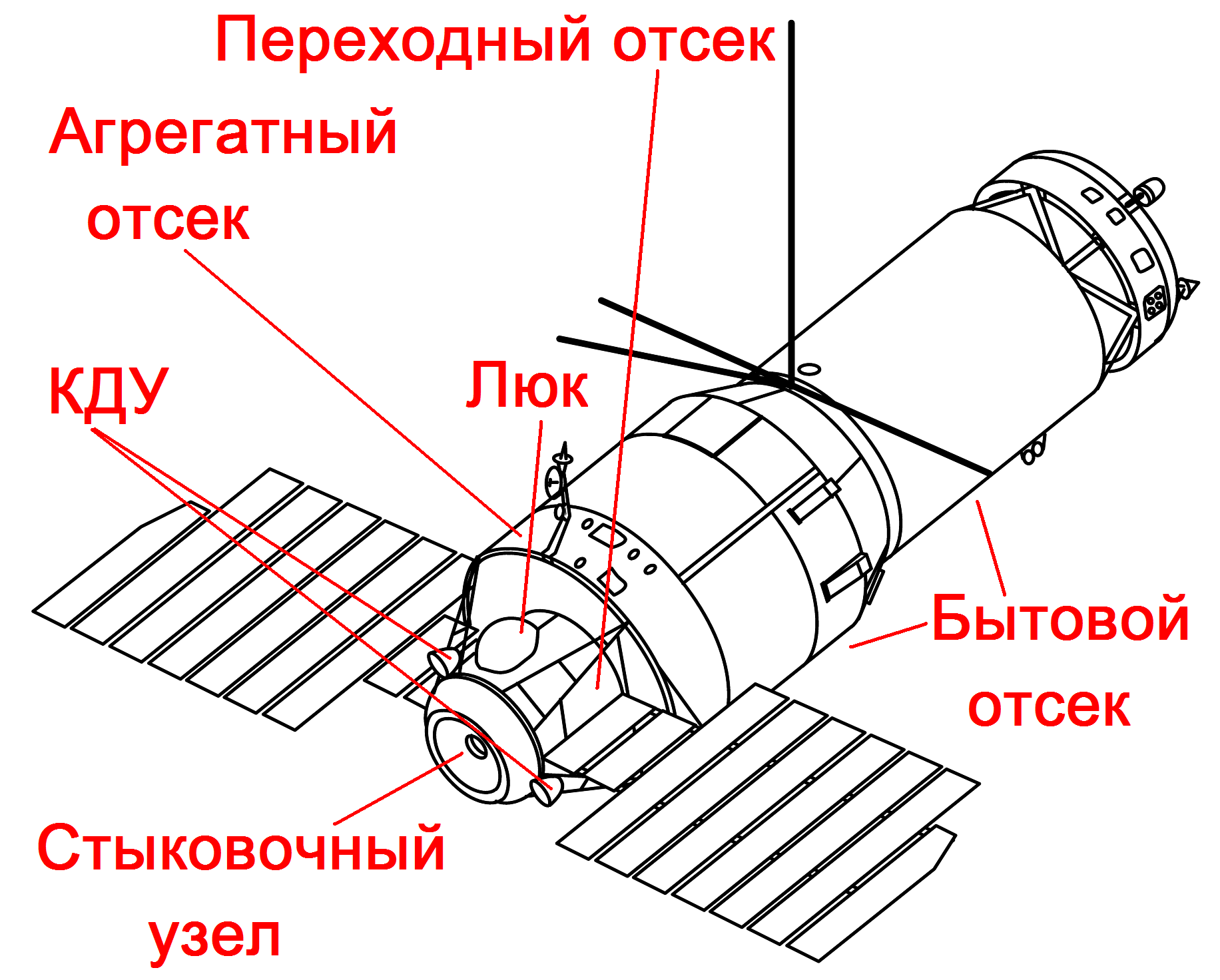
«Салют-5»

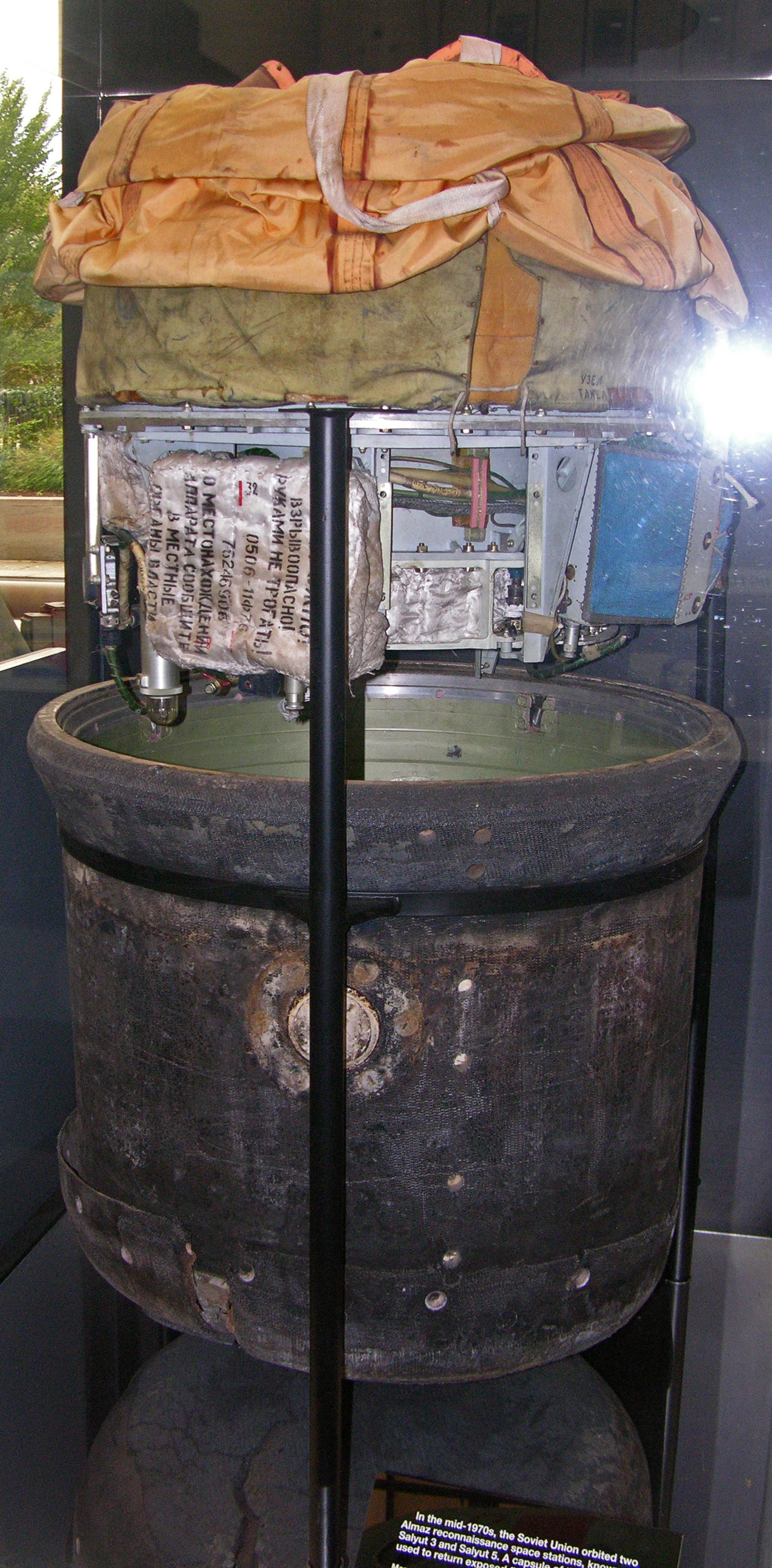
Капсула спуска информации

Экспедиция на орбитальную станцию «Салют-5».
Основной целью второй экспедиции было:
- Частичная замена атмосферы орбитальной станции, так как на Земле возникло предположение, что в атмосферу станции выделились токсичные вещества из внутренней обшивки, которые, вероятно, могли неблагоприятно воздействовать на здоровье космонавтов предыдущей экспедиции (Волынов и Жолобов). Горбатко и Глазков открыли клапаны и выпустили часть воздуха за борт, в космическое пространство. Затем подняли давление, выпустив сжатый воздух из баллонов, привезённых с собой.
- Завершение работ, не оконченных первой экспедицией («Союз-21»).
- Перед возвращением на Землю космонавты загрузили в капсулу спуска информации (автономный спускаемый аппарат), находившуюся на борту «Салюта-5», фотоплёнку и материалы других экспериментов и поместили капсулу в шлюзовую камеру станции. В дальнейшем по командам Центра управления полётом капсула была вытолкнута из шлюзовой камеры станции в открытый космос, ракетные двигатели, работающие на сжатом азоте её ориентировали нужным образом, для торможения включился твердотопливный ракетный двигатель. Капсула перешла на баллистическую траекторию спуска через плотные слои атмосферы и приземлилась на парашюте на территории СССР.